# Musse Piggs elefant
Musse Piggs elefant (engelska: Mickey's Elephant) är en amerikansk animerad kortfilm med Musse Pigg från 1936.

## Handling
Musse Pigg har fått en elefantunge i present av en vän. Musse har byggt ett hem till elefanten vid namn Bobo, något som inte uppskattas av Pluto som tror att elefanten ska ersätta honom när den i själva verket är tänkt att vara en lekkamrat till Pluto.

## Om filmen
Filmen är den 89:e Musse Pigg-kortfilmen som producerades och den tionde och sista som lanserades år 1936.
När filmen hade svensk premiär 1937 gick den under titeln Musse Piggs elefant. En alternativ titel till filmen är Musse Pigg och elefanten.

## Rollista
- Walt Disney – Musse Pigg
- Pinto Colvig – Pluto
- Don Brodie – Plutos onda samvete
- James MacDonald – Elefanten Bobo[6]